# Crawshaw Falls
Die Crawshaw Falls sind ein segmentierter Wasserfall in der Region Canterbury auf der Südinsel Neuseelands. In den Neuseeländischen Alpen liegt er unterhalb des 1365 m hohen Foy-Passes im Oberlauf des Thompson Stream und stürzt in die Hervey Gorge. Seine drei Fallstufen sind 12, 32 und 40 Meter hoch.